# Saeeda Etebari
Saeeda Etebari (c.1988/1989) es una artista joyera afgana. Etebari tuvo meningitis cuando tenía un año, lo que la dejó sorda. Se unió al Instituto Turquoise Mountain de Artes y Arquitectura Afganas y se formó en fabricación de joyas. Fue elegida para realizar una exposición en el Instituto Smithsoniano de Washington D. C. Fue reconocida en la lista 100 Mujeres 2021 de la BBC.

## Trayectoria
Etebari nació en un campo de refugiados paquistaní. Fue la tercera de nueve hijos. Cuando tenía solo un año, desarrolló meningitis, que, para Etebari, resultó en pérdida de audición y no poder hablar. Etebari no podía ir a la escuela, por lo que su padre fundó una escuela para sordos para que ella aprendiera.
Después de graduarse, el hermano de Etebari le sugirió que postulara al Turquoise Mountain Institute. El trabajo de Etebari está inspirado en la cultura del lugar donde creció en Afganistán. Una de las piezas más famosas de Etebari es un collar de esmeraldas y oro que diseñó con la joyera británica Pippa Small y que se exhibió en el Smithsonian. El trabajo de Etebari está inspirado en la cultura del lugar donde creció en Afganistán.

### Exposición Smithsonian
En 2016, Etebari fue elegida junto con Abdul Matin Malekzadah y Sughra Hussainy para realizar una exposición en el Museo Smithsonian. El trabajo de Etebari está inspirado en la cultura del lugar donde creció en Afganistán. Una de las piezas más famosas de Etebari es un collar de esmeraldas y oro que diseñó con la joyera británica Pippa Small y que se exhibió en el Smithsonian. El trabajo de Etebari está inspirado en la cultura del lugar donde creció en Afganistán.

## Reconocimientos
En 2021 fue una de las mujeres incluidas en la lista 100 Women de la BBC.